# Goldrücken-Baumratte

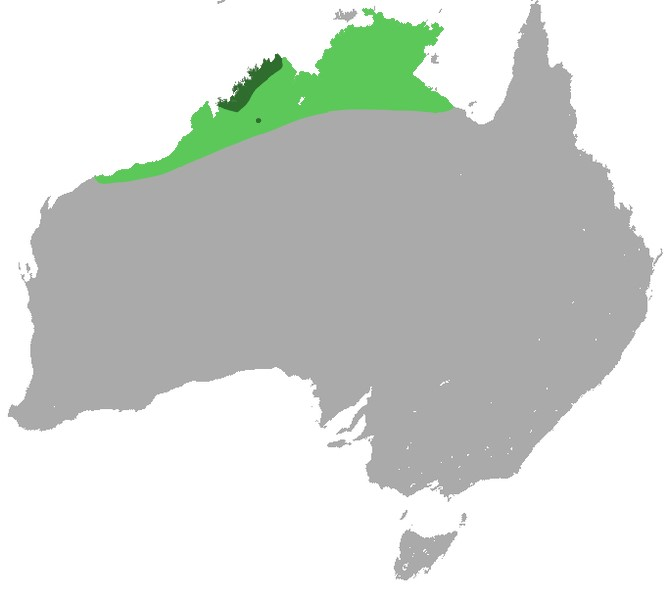
Historisches Verbreitungsgebiet und teilweise mögliches Vorkommen (grün), gesichertes Vorkommen (dunkelgrün)

Die Goldrücken-Baumratte (Mesembriomys macrurus) ist ein im nördlichen Australien verbreitetes Nagetier in der Unterfamilie der Altweltmäuse. Sie bildet zusammen mit der Schwarzfuß-Baumratte (Mesembriomys gouldii) die Gattung Australische Baumratten. Der Artzusatz im wissenschaftlichen Namen ist aus den altgriechischen Worten makros (lang/groß) und oura (Schwanz) zusammengesetzt, obwohl auch die andere Art der Gattung einen langen Schwanz hat.

## Merkmale
Die Goldrücken-Baumratte ist mit einer Kopf-Rumpf-Länge von 188 bis 245 mm, einer Schwanzlänge von 290 bis 360 mm und einem Gewicht von 205 bis 330 g deutlich kleiner als die Schwarzfuß-Baumratte. Sie hat 48 bis 52 mm lange Hinterfüße und 23 bis 26 mm lange Ohren. Typisch sind ein länglicher Rumpf, ein langer Kopf und ein langes Fell. Die Haare der Oberseite haben graue und gelbbraune Abschnitte, was ein gesprenkeltes Aussehen erzeugt. Auf einem breiten Rückenband sind die gelblichen Abschnitte länger und schaffen den namensgebenden Goldrücken. Es besteht eine deutliche Grenze zur cremefarbenen Unterseite. Die braunen Ohren und schwarzen Vibrissen bilden einen Kontrast zum graugelben Kopf. Kennzeichnend sind schmale Füße mit gebogenen Krallen. Das erste Drittel des Schwanzes ist wie der Körper gefärbt und der hintere Teil ist inklusive der buschigen Quaste an der Spitze weiß. Die vier paarig angeordneten Zitzen der Weibchen liegen im Leistenbereich.

## Verbreitung
Dieses Nagetier lebt hauptsächlich im nordwestlichen Bereich der Region Kimberley im Bundesstaat Western Australia in Australien. Es bewohnt einige vorgelagerte Inseln. Historisch ist die Art auch aus dem nördlichen Northern Territory belegt. Ureinwohner berichteten 2013, dass sie noch in den vergangenen fünf Jahren in diesem Gebiet Exemplare dieser Art gesichtet haben. Möglicherweise gibt es noch eine bestehende Population. Das Verbreitungsgebiet besteht aus Küstenebenen und Hochebenen. Als Habitat dienen tropische Regenwälder mit einem Untergrund aus Vulkangestein oder Sandstein, Eukalyptuswälder oder -savannen sowie Palmengruppen der Gattung Livistona. Die Art hält sich gern an Wasserläufen auf.

## Lebensweise
Die Goldrücken-Baumratte ist vorwiegend nachtaktiv und wird gelegentlich vor der Abenddämmerung oder nach der Morgendämmerung beobachtet. Am Tage wird eine Baumhöhle, das Blattwerk eines Schraubenbaums oder eine Felsspalte als Versteck aufgesucht. Auf der Nahrungssuche können die Tiere bis zu 300 Meter über offenes Gelände wandern. Sie fressen hauptsächlich Blumen, Früchte und Termiten, die mit Gräsern, Ameisen und Käfern komplettiert werden. Die Exemplare bewegen sich auf dem Boden und klettern in Bäumen. Die Größe der Reviere variiert zwischen 0,2 und 30 Hektar, wobei Männchen größere Territorien besitzen. Wenn Weibchen nicht paarungsbereit sind, lebt jedes Tier für sich.
Trächtige Weibchen und Weibchen mit Nachkommen können das ganze Jahr vorkommen, doch sind sie zwischen August und Dezember (Südsommer) am häufigsten. Nach etwa 47 Tagen Trächtigkeit werden meist zwei und maximal bis drei Jungtiere geboren. Diese erreichen nach etwa einem Jahr die Geschlechtsreife. In Gefangenschaft kann die Goldrücken-Baumratte sieben Jahre leben.

## Gefährdung
Periodisch vorkommende Waldbrände können den Bestand negativ beeinflussen. Möglicherweise fallen einige Tiere der Hauskatze zum Opfer, doch das Nagetier bewegt sich oft im dichten Gestrüpp, das von Katzen gemieden wird. Allgemein nimmt die Gesamtpopulation ab, doch regional wurden Zuwächse verzeichnet. Im Verbreitungsgebiet gibt es Nationalparks und andere Schutzgebiete. Die IUCN listet die Goldrücken-Baumratte in der Vorwarnliste (near threatened).